# Metropolitana del Cairo
La metropolitana del Cairo è la metropolitana a servizio di Il Cairo, in Egitto e conta 3 linee.

## Storia

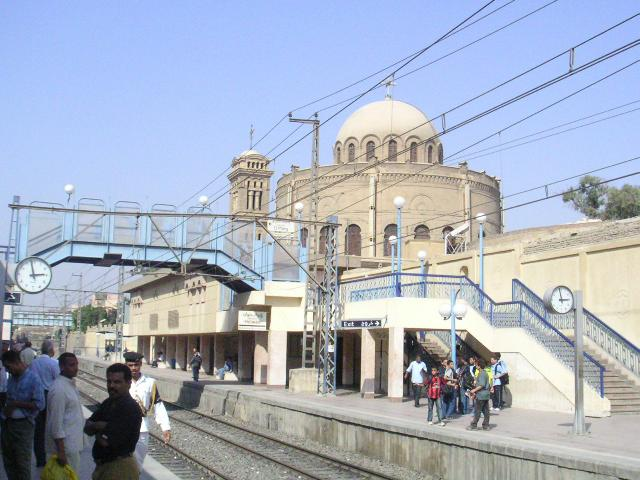
Stazione Mar Girgis sulla linea 1

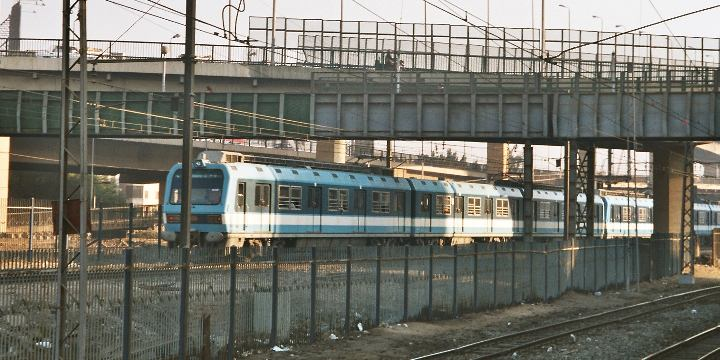
Convoglio della linea 1 in vicinanza della stazione Al Shohadaa (ex Mubarak)

La metropolitana del Cairo nacque in risposta alla necessità di trasporto di massa della più grande e densamente popolata città dell'Africa e del mondo arabo e venne inaugurata nel 1987. Nel 1987 la popolazione residente nella città superava i 10 milioni (a cui si aggiungevano oltre due milioni di pendolari che giungevano giornalmente nella città per motivi di lavoro). La capacità complessiva del sistema di trasporto pubblico del Cairo era di circa 20 000 passeggeri per ora; la costruzione della metropolitana aumentò tale capacità a 60 000 persone per ora.
Nel 1990 fu elaborato uno studio per la valutazione della necessità futura di trasporto passeggeri della città; venne valutata in 8,4 milioni la quantità di passeggeri che avrebbero utilizzato il trasporto pubblico e in 2,7 milioni quella delle persone che avrebbero utilizzato altri mezzi, quali i taxi e le automobili ciò a fronte di una capacità di trasporto corrente di 4,9 milioni.
Il sistema è costituito da 3 linee operative. La costruzione della terza linea ebbe inizio nel 2006 e la prima tratta fu aperta nel 2012.
Nel 2011, la metropolitana trasportò circa 4 milioni di passeggeri giornalieri.

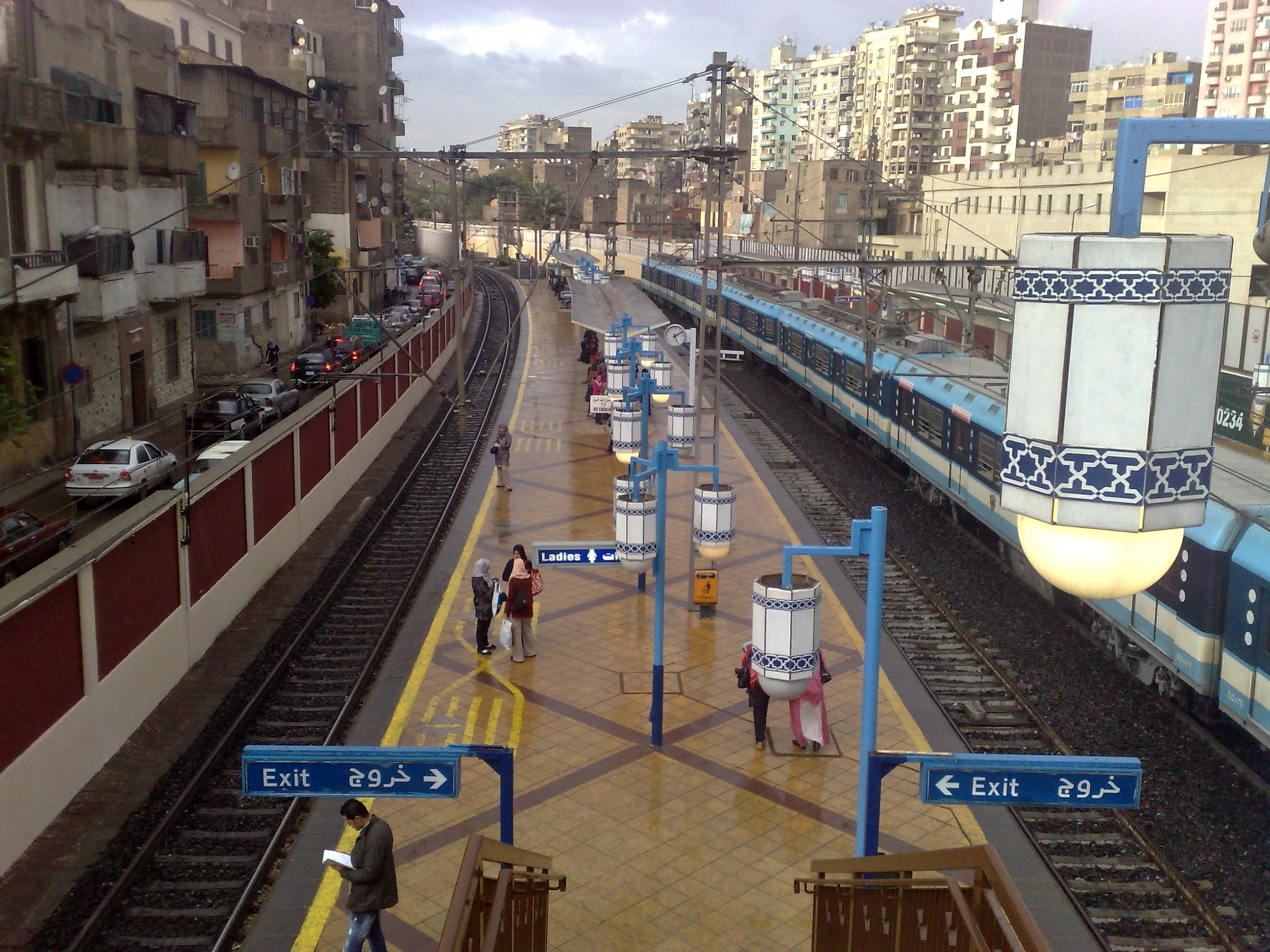
Stazione metro 1 vista dall'alto. Viene indicato il punto di fermata per l'accesso di sole donne

## Caratteristiche e percorsi

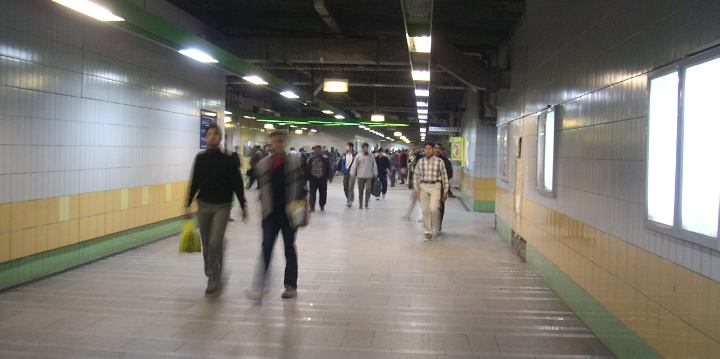
Stazione Attaba, sulla linea 2

La metropolitana è a scartamento ordinario e le linee 1 e 2 sono gestite dalla "National Authority for Tunnels" e la linea 3 è gestita da "RATP Dev Mobility Cairo", sussidiaria al 100% di "RATP Dev". Il prezzo del biglietto varia tra 9 e 39 sterline egiziane, a seconda della distanza percorsa, con riduzioni disponibili per alcune categorie, come studenti, anziani e persone con disabilità. L'orario è dalle 5:15 fino alle 00:30.
Su tutti i treni della metropolitana del Cairo, le due carrozze intermedie (la 4ª e la 5ª) sono riservate alle donne (la 5ª diventa ad uso misto dopo le 21:00). Queste vetture sono usate come opzione per le donne che non desiderano viaggiare insieme agli uomini; in ogni caso le donne possono usare le altre carrozze liberamente.

## Rete
La rete metropolitana si compone attualmente di tre linee:
| Linea  | Percorso                                                | Inaugurazione | Ultima estensione | Lunghezza | Stazioni |
| ------ | ------------------------------------------------------- | ------------- | ----------------- | --------- | -------- |
| 1      | New El Marg ↔ Helwan                                    | 1987          | 1999              | 44,3 km   | 35       |
| 2      | Shobra ↔ El Mounib                                      | 1996          | 2005              | 21,6 km   | 20       |
| 3      | Rod El Farag Corridor / Cairo University ↔ Adly Mansour | 2012          | 2024              | 41,2 km   | 34       |
| Totale | Totale                                                  | Totale        |                   | 106,8 km  | 84       |

### Linea 1
La linea 1, caratterizzata dal colore blu, è la prima delle linee della metropolitana del Cairo e collega New El Marg a Helwan. Fu realizzata integrando il tracciato di due vecchie linee ferroviarie urbane, unite tramite un tunnel sotto il centro cittadino. Comprende 35 stazioni, di cui 5 sotterranee. Tra le stazioni principali, spiccano:
- Al-Shohadaa, situata sotto Piazza Ramses, che funge da snodo cruciale per i passeggeri, con interscambio con la linea 2 e collegamento diretto alla stazione ferroviaria centrale;
- Sadat, sotto Piazza Tahrir, altro nodo centrale con interscambio tra la linea 1 e la linea 2;
- Nasser, che permette il passaggio alla linea 3, migliorando l'accessibilità tra le diverse aree della città.

### Linea 2
La linea 2, caratterizzata dal colore rosso, collega Shobra a El Mounib, attraversando il Nilo e servendo importanti aree della capitale. Interseca la linea 1 nei due principali punti di scambio: Al-Shohadaa e Sadat. Un ulteriore interscambio con la linea 3 è disponibile presso Attaba.

### Linea 3
La linea 3, caratterizzata dal colore verde, collega Adly Mansour a Rod El Farag e l'università del Cairo, dove si realizza un interscambio con la linea 2. Altri interscambi includono Attaba (con la linea 2) e Nasser (con la linea 1). È inoltre prevista un'estensione della linea fino all'aeroporto internazionale del Cairo.